# Hamma (Alger)
 (juillet 2018).
Si vous disposez d'ouvrages ou d'articles de référence ou si vous connaissez des sites web de qualité traitant du thème abordé ici, merci de compléter l'article en donnant les références utiles à sa vérifiabilité et en les liant à la section « Notes et références ».
Hamma (en arabe : الحامة) est un quartier situé au cœur d'Alger, il abrite plusieurs sites touristiques le jardin d'essai du Hamma, le musée national des Beaux-Arts, la grotte de Cervantes.

## Localisation
Le quartier du Hamma est situé dans la commune de Belouizdad, au cœur d'Alger, situé entre la mer et la colline du Bois des arcades.
Le quartier a été construit sur l'ancien Fahs El Hamma. Il constitue aujourd'hui un pôle culturel important pour Alger, grâce notamment à la présence de la bibliothèque nationale d'Algérie, le jardin d'essai du Hamma et de l'hôtel Sofitel, il abrite également la zaouïa de Sidi M'hamed et la fontaine datant de la période ottomane, « la fontaine du Hamma ».